# Enrique Primerano
Enrique Omar Primerano (Morón, Provincia de Buenos Aires, Argentina; 4 de agosto de 1975) es un exfutbolista argentino. Jugaba de delantero y su último club fue Club Deportivo y Mutual Leandro N. Alem hasta 2008.

## Biografía
Jugaba de delantero. Se inició en Club Social y Deportivo Liniers. Debutó con el equipo titular en 1991 y estuvo hasta 1997. Luego pasó a Almirante Brown en 1998. En 1999 se fue a Sarmiento de Junín hasta el 2000. En el 2001 pasó a Club Atlético Tigre. En el 2002 volvió a Almirante Brown. En el 2003 pasó a Club Social y Deportivo Tristán Suárez hasta el 2005. En el 2006 prueba suerte en el fútbol francés jugando en el Union Sportive Colomiers Football. Ese mismo año llegó a Club Atlético Atlanta.
En el año 2008 tuvo un breve paso por el Club Deportivo y Mutual Leandro N. Alem, club en el que estuvo solo hasta ese mismo año.    
En el 2009 dejó el fútbol. Se fue a vivir a Mar Del Plata y ahí es jefe de varios puestos en la Terminal de Ómnibus.